# Un-Break My Heart
Un-Break My Heart ist ein Lied der US-amerikanischen Sängerin Toni Braxton aus dem Jahr 1996, das von Diane Warren geschrieben und David Foster produziert wurde. Es erschien auf dem Album Secrets.

## Geschichte
Diane Warren schrieb Un-Break My Heart im Jahr 1995. Als sie nach ihrem Schaffen gefragt wurde, sagte sie, dass ihre Ideen aus einem Titel, einem Refrain oder einem Drumbeat heraus entstehen. In einem Interview äußerte sich Warren: „Es sprang in meinen Kopf und ich dachte: Ich glaube nicht, dass ich das schon mal gehört habe. Das ist irgendwie interessant. Ich fing an, mit Akkorden auf dem Klavier herumzuspielen und änderte die Tonart, dann merkte ich: Ok, das ist Magie.“ Warren fügte hinzu, dass sie Un-Break My Heart als Ballade und Tanzlied geschrieben hatte, denn so hörte sie es: „Manche Leute kennen es nur als – fröhliches – Tanzlied!“
Als Warren L.A. Reid, dem zukünftigen Präsidenten von Arista Records (2000 bis 2004), den fertigen Song vorspielte, dachte er, dass es zu Braxtons kommendem Album passt. Als Toni Braxton das Lied in Empfang nahm, lehnte sie zunächst ab. Laut Warren „hasste Toni das Lied. Sie wollte es nicht aufnehmen!“ Reid konnte Braxton davon überzeugen, das Lied aufzunehmen, und es wurde ihr größter Hit. Nach den Aufnahmen wandte sich Braxton an Warren und erklärte ihre Skepsis, es aufzunehmen, sie ergänzte auch, dass sie keinen weiteren „Schmachtfetzen“ im Repertoire wollte.
Im selben Jahr fanden die Aufnahmen in den Studios Record Plant und Chartmaker in Los Angeles statt. Un-Break My Heart wurde als zweite Single von Secrets am 7. Oktober 1996 ausgekoppelt.
Un-Break My Heart hat eine Länge von 4:25 Minuten. Es ist eine Pop- und R&B-Ballade. In dem Liebeslied bittet die Protagonistin ihren Geliebten zu ihr zurückzukehren. David Willoughby, Autor von The World of Music (2009) sagte, dass ein paar Sätze wie „Lass mich nicht mit all dem Schmerz zurück!“ ausreichend seien, um die Trauer und die Sehnsucht in dem Lied zu zeigen.
Warren stimmte die Betonungen auf Braxtons Altstimme mit einem tiefen Stimmumfang ab. Laut den auf Musicnotes.com veröffentlichten Notenblättern sind die Strophen in h-Moll, der Refrain in Gis-Moll, und die Bridge ist in D-Moll komponiert. Die Taktart des Liedes ist 4/4 mit einem mäßig langsamen Tempo von 55 Schlägen pro Minute. Braxtons Stimmumfang reicht von der tiefen Note von D3 bis zur hohen Note von Dis/Es5.
Der Song wurde von mehreren DJs wie Frankie Knuckles, Hex Hector und Soul Solution remixt. Jose F. Promis von AllMusic stellte fest, dass der Song

„in seiner ursprünglichen Form ein massiver Adult-Contemporary- und Pop-Hit ist und mit seinem überlebensgroßen Refrain ebenso gut als eine unterhaltsame Tanznummer funktioniert, auch wenn der Gesang nie neu aufgenommen wurde.“

Der Remix „Soul-Hex Vocal Anthem“ mit einer Länge von über neun Minuten wurde vom Tribal House beeinflusst, während der Classic Radio Mix ein klavierlastiger House-Edit-Mix ist. Eine spanische Version von Un-Break My Heart mit dem Titel Regresa a Mi wurde als Bonustrack des Albums Secrets aufgenommen. Die CD-Single von Un-Break My Heart enthielt auch diese Version mit dem Titel Un-Break My Heart (spanish version). Sie wurde von Marco Flores ins Spanische übersetzt und von Toni Braxton selbst gesungen. Laura McKee von MusicOMH hielt diese für eine leicht zu hörende Version.
1997 gewann Un-Break My Heart bei den Grammy Awards 1997 in der Kategorie Beste weibliche Gesangsdarbietung – Pop. Der Rezensent Mark Edward Nero von Dotdash Meredith nannte ihn einen der besten R&B-Trennungssongs und betrachtete ihn als Braxtons schönsten Moment. Er kommentierte weiter: „Verdammt, dieses Lied ist so traurig, dass es die Leute stundenlang zum Weinen bringt!“ Larry Flick von Billboard beschrieb es als „eine Pop/R&B-Ballade, die sie in die Rolle versetzt, die sie am besten spielt – als die verlassene Heldin in einer Romanze on the rocks.“ Er fügte hinzu: „Sie maximiert das Melodram von David Fosters versierter Mischung aus stattlichen Streichern und gefühlvollen Rhythmen und bewegt sich mit theatralischer Leichtigkeit von einem Flüstern mit taufrischen Augen zu einem Diva-ähnlichen Auftritt. Hit-Maschine und Songschmiedin Diane Warren schrieb seit langer Zeit keinen textlich mächtigeren und tiefempfundeneren Song.“ Bob McCann, Autor von Encyclopedia of African American actresses in film and television (2010), hielt Un-Break My Heart für „einfach eine der eindringlichsten R&B-Platten“, während Robert Christgau das Lied „wunderbar“ nannte und erklärte: „Das Wunder ist, dass es von Diane Warren ist und du es noch einmal hören willst.“ Dave Sholin vom Gavin Report kommentierte: „Die meisten, die diese Komposition von Diane Warren hören, die unter geschickter Anleitung von David Foster produziert wurde, werden ein paar Sekunden brauchen, bevor sie wieder normal atmen!“ Insider Inc. schrieb, dass das Lied Braxtons „umwerfende Stimme zur Schau stelle“. Pop Rescue schrieb, dass Braxtons Gesang „wirklich glänzt und ihr eine echte Bandbreite von sehr tiefen bis zu kraftvollen Höhen gegeben ist.“ Es wurde hinzugefügt, dass „die Musik hier, abgesehen von der Akustikgitarre, hinter Tonis stimmlichen Fähigkeiten und den zarten Texten absolut zweitrangig ist.“ Spin-Journalist Charles Aaron bewertete den Song positiv und scherzte: „Dieser exquisit gemachte herzzerreißende Liebessong dröhnt seit etwa einem Jahr in der Obst- und Gemüseabteilung unseres Lebensmittelladens, aber ich würde das nur gerne zu Protokoll geben, wenn es jemals so aufhören würde, werde ich wirklich untröstlich sein.“
In seiner Rezension des Albums schrieb Stephen Thomas Erlewine von AllMusic, dass die von David Foster produzierten Songs aufgrund ihrer glatten kommerziellen Anziehungskraft zu vorhersehbar seien. Erlewine bemerkte jedoch, dass Braxton aufgrund ihrer stimmlichen Fähigkeiten es schaffe, die Songs mit Leben und Leidenschaft zu füllen, die sich über ihre generischen Grenzen hinaus erhebt. Ken Tucker von Entertainment Weekly bezeichnete den Track als „eine Schnulze, die so grandios und doch so intrinsisch mit Sicherheit hitgebunden ist, dass es diese Art von Massenattraktivität ist, die wahrscheinlich bereits eine eifersüchtige Diana Ross nach einer Portion Häagen-Dazs hat abtauchen lassen.“ Er erklärte weiter: „Un-Break My Heart ist einer dieser ‚diese-Strophen-existieren-nur-für-den-anschwellenden-Chorus‘-Showstopper, die auf Gefühle abzielen, ohne sie jemals wirklich zu verkörpern. Braxton tut ihr Bestes, um einiges an Leben in den Song zu stecken – ohne Erfolg.“ J. D. Considine von der Baltimore Sun beschrieb Un-Break My Heart als übertrieben.

## Liveauftritt
Un-Break My Heart wurde während der Billboard Music Awards 1996 live aufgeführt. Während der Up-Tempo-Wiedergabe des Tracks trug Braxton ein ähnliches Outfit wie in der Theaterproduktion Ziegfeld Follies. Sie sang es auch als Abschlussnummer ihrer Libra Tour im Jahr 2006.

## Musikvideo
Das Label LaFace Records gab ein Musikvideo unter der Regie von Bille Woodruff in Auftrag. Im Video geht es um das Ende der Beziehung zu einem Geliebten, gespielt von Tyson Beckford. Als der Clip beginnt, sieht man Beckford, wie er ihr Haus verlässt, der Protagonistin, gespielt von Braxton, einen Abschiedskuss gibt und dann zum Briefkasten geht. Nachdem er die Garage verlassen hat, taucht plötzlich ein schnelles Auto auf und verursacht einen Unfall, so dass Beckford sich überschlägt und auf der Straße liegenbleibt. Nachdem Braxton über ihm geweint hat, geht sie in das Haus und erinnert sich an die Momente ihrer Beziehung, wie das Schwimmen im Pool und wie beide gemeinsam Twister gespielt hatten. Während der Bridge und des Schlussrefrains ist Braxton zu sehen, wie sie das Lied auf einem Konzert singt und auf den Film A Star Is Born aus dem Jahr 1976 anspielt. Als der Applaus kommt, wird das Bild schwarz. Das Musikvideo wurde am 10. September 1996 erstmals auf MTV gesendet.

## Kommerzieller Erfolg

### Chartplatzierungen
| ChartsChartplatzierungen       | Höchstplatzierung | Wochen |
| ------------------------------ | ----------------- | ------ |
| Deutschland (GfK)              | 2 (31 Wo.)        | 31     |
| Österreich (Ö3)                | 1 (20 Wo.)        | 20     |
| Schweiz (IFPI)                 | 1 (30 Wo.)        | 30     |
| Vereinigte Staaten (Billboard) | 1 (42 Wo.)        | 42     |
| Vereinigtes Königreich (OCC)   | 2 (19 Wo.)        | 19     |

| ChartsJahrescharts (1996)      | Platzierung |
| ------------------------------ | ----------- |
| Vereinigte Staaten (Billboard) | 81          |
| Vereinigtes Königreich (OCC)   | 12          |

| ChartsJahrescharts (1997)      | Platzierung |
| ------------------------------ | ----------- |
| Deutschland (GfK)              | 13          |
| Österreich (Ö3)                | 6           |
| Schweiz (IFPI)                 | 7           |
| Vereinigte Staaten (Billboard) | 4           |

### Auszeichnungen für Musikverkäufe
| Land/Region                  | Auszeichnungen für Musikverkäufe (Land/Region, Auszeichnung, Verkäufe) | Verkäufe  |
| ---------------------------- | ---------------------------------------------------------------------- | --------- |
| Australien (ARIA)            | Platin                                                                 | 70.000    |
| Belgien (BRMA)               | Platin                                                                 | 50.000    |
| Dänemark (IFPI)              | Gold                                                                   | 45.000    |
| Deutschland (BVMI)           | Platin                                                                 | 500.000   |
| Frankreich (SNEP)            | Gold                                                                   | 250.000   |
| Neuseeland (RMNZ)            | Gold                                                                   | 5.000     |
| Niederlande (NVPI)           | Platin                                                                 | 75.000    |
| Norwegen (IFPI)              | 2× Platin                                                              | 40.000    |
| Österreich (IFPI)            | Gold                                                                   | 25.000    |
| Schweden (IFPI)              | Platin                                                                 | 30.000    |
| Schweiz (IFPI)               | Gold                                                                   | 25.000    |
| Vereinigte Staaten (RIAA)    | Platin                                                                 | 1.000.000 |
| Vereinigtes Königreich (BPI) | 2× Platin                                                              | 1.200.000 |
| Insgesamt                    | 5× Gold · 10× Platin ·                                                 | 3.030.000 |

Hauptartikel: Toni Braxton/Auszeichnungen für Musikverkäufe

## Coverversionen
- 1997: Mireille Mathieu (Reste avec moi)
- 1998: Bruce Kapusta
- 1998: Richard Clayderman
- 1999: Paloma San Basilio (Libérame)
- 2000: Ute Freudenberg (Jenseits der Nacht)
- 2001: Anita Meyer
- 2004: Il Divo (Regresa a mí)
- 2006: Yuridia (Regresa a mí)
- 2008: Alexander O’Neal
- 2009: Eric Martin
- 2010: Weezer
- 2011: Semino Rossi (Heil mir mein Herz / Regresa a mi)